# Röplabda a 2012. évi nyári olimpiai játékokon
A 2012. évi nyári olimpiai játékokon a röplabdatornákat július 28. és augusztus 12. között rendezték. Férfiak és nők számára egyaránt volt teremröplabda- és strandröplabda-torna, így összesen négy versenyszámot rendeztek.

## Eseménynaptár
| 1–5 | A csoportkör fordulói | Nd. | Negyeddöntők | Ed. | Elődöntők | H | Helyosztók |

| júl./aug.           | 28 | 29 | 30 | 31 | 1  | 2  | 2  | 3  | 4  | 5  | 6  | 7   | 8   | 9   | 10  | 11 | 12 |
| ------------------- | -- | -- | -- | -- | -- | -- | -- | -- | -- | -- | -- | --- | --- | --- | --- | -- | -- |
| Férfi teremröplabda |    | 1. |    | 2. |    | 3. | 3. |    | 4. |    | 5. |     | Nd. |     | Ed. |    | H  |
| Női teremröplabda   | 1. |    | 2. |    | 3. |    |    | 4. |    | 5. |    | Nd. |     | Ed. |     | H  |    |

| Cs | Csoportkör mérkőzései | H | Harmadik helyezettek mérkőzései | Nyd. | Nyolcaddöntők | Nd. | Negyeddöntők | Ed. | Elődöntők | H | Helyosztók |

| júl./aug.            | 28 | 29 | 30 | 31 | 1  | 2  | 2 | 3    | 4    | 5   | 6   | 7   | 8 | 9 |
| -------------------- | -- | -- | -- | -- | -- | -- | - | ---- | ---- | --- | --- | --- | - | - |
| Férfi strandröplabda | Cs | Cs | Cs | Cs | Cs | Cs | H | Nyd. | Nyd. |     | Nd. | Ed. |   | H |
| Női strandröplabda   | Cs | Cs | Cs | Cs | Cs | Cs | H | Nyd. | Nyd. | Nd. |     | Ed. | H |   |

## Éremtáblázat
(A táblázatokban az egyes számoszlopok legmagasabb értéke vagy értékei vastagítással kiemelve.)
| A 2012. évi nyári olimpiai játékok éremtáblázata röplabdában | A 2012. évi nyári olimpiai játékok éremtáblázata röplabdában | A 2012. évi nyári olimpiai játékok éremtáblázata röplabdában | A 2012. évi nyári olimpiai játékok éremtáblázata röplabdában | A 2012. évi nyári olimpiai játékok éremtáblázata röplabdában | Olimpia  |
| ------------------------------------------------------------ | ------------------------------------------------------------ | ------------------------------------------------------------ | ------------------------------------------------------------ | ------------------------------------------------------------ | -------- |
|                                                              | Ország                                                       | Arany                                                        | Ezüst                                                        | Bronz                                                        | Összesen |
| 1.                                                           | Brazília (BRA)                                               | 1                                                            | 2                                                            | 1                                                            | 4        |
| 2.                                                           | Egyesült Államok (USA)                                       | 1                                                            | 2                                                            | 0                                                            | 3        |
| 3.                                                           | Németország (GER)                                            | 1                                                            | 0                                                            | 0                                                            | 1        |
| 3.                                                           | Oroszország (RUS)                                            | 1                                                            | 0                                                            | 0                                                            | 1        |
|                                                              |                                                              |                                                              |                                                              |                                                              |          |
| 5.                                                           | Japán (JPN)                                                  | 0                                                            | 0                                                            | 1                                                            | 1        |
| 5.                                                           | Lettország (LAT)                                             | 0                                                            | 0                                                            | 1                                                            | 1        |
| 5.                                                           | Olaszország (ITA)                                            | 0                                                            | 0                                                            | 1                                                            | 1        |
|                                                              |                                                              |                                                              |                                                              |                                                              |          |
| Összesen                                                     | Összesen                                                     | 4                                                            | 4                                                            | 4                                                            | 12       |

## Érmesek

### Férfi teremröplabda
| A 2012. évi nyári olimpiai játékok érmesei férfi röplabdában | A 2012. évi nyári olimpiai játékok érmesei férfi röplabdában | A 2012. évi nyári olimpiai játékok érmesei férfi röplabdában | A 2012. évi nyári olimpiai játékok érmesei férfi röplabdában |
| --- | --- | --- | ------------------------------------------------------------ |
| Arany | Ezüst | Bronz |                                                              |
| Oroszország (RUS) | Brazília (BRA) | Olaszország (ITA) |                                                              |
| Nyikolaj Apalikov Tarasz Htyej (csapatkapitány) Szergej Grankin Szergej Tyetyuhin Alekszandr Szokolov Jurij Berezsko Alekszandr Butyko Dmitrij Muszerszkij Dmitrij Iljinih Makszim Mihajlov Alekszandr Volkov Alekszej Obmocsajev | Bruno Rezende Wallace de Souza Sidão Leandro Vissotto Giba (csapatkapitány) Murilo Endres Sérgio Santos Thiago Soares Alves Rodrigão Lucão Ricardo Garcia Dante Amaral | Cristian Savani (csapatkapitány) Luigi Mastrangelo Simone Parodi Samuele Papi Michal Lasko Ivan Zaytsev Dante Boninfante Dragan Travica Alessandro Fei Emanuele Birarelli Andrea Bari Andrea Giovi |                                                              |

### Női teremröplabda
| A 2012. évi nyári olimpiai játékok érmesei női röplabdában | A 2012. évi nyári olimpiai játékok érmesei női röplabdában | A 2012. évi nyári olimpiai játékok érmesei női röplabdában | A 2012. évi nyári olimpiai játékok érmesei női röplabdában |
| --- | --- | --- | ---------------------------------------------------------- |
| Arany | Ezüst | Bronz |                                                            |
| Brazília (BRA) | Egyesült Államok (USA) | Japán (JPN) |                                                            |
| Fabiana Claudino (csapatkapitány) Dani Lins Paula Pequeno Adenízia da Silva Thaísa Menezes Jaqueline Carvalho Fernanda Ferreira Tandara Caixeta Natália Pereira Sheilla Castro Fabiana de Oliveira Fernanda Garay | Danielle Scott-Arruda Tayyiba Haneef-Park Lindsey Berg (csapatkapitány) Tamari Miyashiro Nicole Davis Jordan Larson Megan Hodge Christa Harmotto Logan Tom Foluke Akinradewo Courtney Thompson Destinee Hooker | Nakamicsi Hitomi Takesita Josie Jamagucsi Mai Araki Erika (csapatkapitány) Inoue Kaori Kanó Maiko Szano Júko Ótomo-Jamamoto Ai Sinnabe Risza Szakoda Szaori Ebata Jukiko Kimura Szaori |                                                            |

### Férfi strandröplabda
| A 2012. évi nyári olimpiai játékok érmesei férfi strandröplabdában | A 2012. évi nyári olimpiai játékok érmesei férfi strandröplabdában | A 2012. évi nyári olimpiai játékok érmesei férfi strandröplabdában | A 2012. évi nyári olimpiai játékok érmesei férfi strandröplabdában |
| ------------------------------------------------------------------ | ------------------------------------------------------------------ | ------------------------------------------------------------------ | ------------------------------------------------------------------ |
| Arany                                                              | Ezüst                                                              | Bronz                                                              |                                                                    |
| Németország (GER) · Julius Brink · Jonas Reckermann                | Brazília (BRA) · Alison Cerutti · Emanuel Rego                     | Lettország (LAT) · Mārtiņš Pļaviņš · Jānis Šmēdiņš                 |                                                                    |

### Női strandröplabda
| A 2012. évi nyári olimpiai játékok érmesei női strandröplabdában  | A 2012. évi nyári olimpiai játékok érmesei női strandröplabdában | A 2012. évi nyári olimpiai játékok érmesei női strandröplabdában | A 2012. évi nyári olimpiai játékok érmesei női strandröplabdában |
| ----------------------------------------------------------------- | ---------------------------------------------------------------- | ---------------------------------------------------------------- | ---------------------------------------------------------------- |
| Arany                                                             | Ezüst                                                            | Bronz                                                            |                                                                  |
| Egyesült Államok (USA) · Misty May-Treanor · Kerri Walsh Jennings | Egyesült Államok (USA) · Jennifer Kessy · April Ross             | Brazília (BRA) · Juliana Felisberta · Larissa França             |                                                                  |